# Philodromus albolimbatus
Philodromus albolimbatus är en spindelart som beskrevs av Tamerlan Thorell 1895. Philodromus albolimbatus ingår i släktet Philodromus och familjen snabblöparspindlar.
Artens utbredningsområde är Myanmar. Inga underarter finns listade i Catalogue of Life.